# Alocodesmus alatus
Alocodesmus alatus är en mångfotingart som beskrevs av Carl 1914. Alocodesmus alatus ingår i släktet Alocodesmus och familjen Chelodesmidae. Inga underarter finns listade i Catalogue of Life.